# Trois vallées varésines 2015
La 95e édition des Trois vallées varésines a eu lieu le 30 septembre 2015. Elle fait partie du calendrier UCI Europe Tour 2015 en catégorie 1.HC. La course a été remportée par l'Italien Vincenzo Nibali (Astana) qui a parcouru les 198 kilomètres en 4 h 44 min 9 s. Il est suivi de huit secondes par le Russe Sergey Firsanov  (RusVelo) et l'Italien Giacomo Nizzolo (Trek Factory Racing).

## Équipes
| WorldTeams (4)- Astana - FDJ - Trek Factory Racing - Lampre-Merida Équipes continentales professionnelles (10)- Bora-Argon 18 - UnitedHealthcare - CCC Sprandi Polkowice - Androni Giocattoli-Sidermec - Bardiani CSF - MTN-Qhubeka - RusVelo - Colombia - Southeast - Nippo-Vini Fantini Équipes continentales (5)- Idea 2010 ASD - Unieuro Wilier - MG.Kvis-Vega - GM - D'Amico Bottecchia |
| |

## Classement final
La course a été remportée par l'Italien Vincenzo Nibali (Astana).
| \| Classement général \| Classement général \| Classement général \| Classement général \| Classement général \| \| Coureur \| Coureur \| Pays \| Équipe \| Temps \| \| ------------------ \| ------------------- \| ------------------ \| ------------------- \| ------------------ \| \| 1er \| Vincenzo Nibali \| Italie \| Astana \| \| \| 2e \| Sergey Firsanov \| Russie \| RusVelo \| \| \| 3e \| Giacomo Nizzolo \| Italie \| Trek Factory Racing \| \| \| 4e \| Simone Ponzi \| Italie \| Southeast \| \| \| 5e \| Fabio Felline \| Italie \| Trek Factory Racing \| \| \| 6e \| Kristian Sbaragli \| Italie \| MTN-Qhubeka \| \| \| 7e \| Kenny Elissonde \| France \| FDJ \| \| \| 8e \| Damiano Cunego \| Italie \| Nippo-Vini Fantini \| \| \| 9e \| Antonino Parrinello \| Italie \| D'Amico Bottecchia \| \| \| 10e \| Francesco Gavazzi \| Italie \| Southeast \| \| |                     |        |                     |       |
| |                     |        |                     |       |
| Sources : ProCyclingStats Cycling Quotient Cycling Archives |                     |        |                     |       |
| Classement général |                     |        |                     |       |
| Coureur | Coureur             | Pays   | Équipe              | Temps |
| 1er | Vincenzo Nibali     | Italie | Astana              |       |
| 2e | Sergey Firsanov     | Russie | RusVelo             |       |
| 3e | Giacomo Nizzolo     | Italie | Trek Factory Racing |       |
| 4e | Simone Ponzi        | Italie | Southeast           |       |
| 5e | Fabio Felline       | Italie | Trek Factory Racing |       |
| 6e | Kristian Sbaragli   | Italie | MTN-Qhubeka         |       |
| 7e | Kenny Elissonde     | France | FDJ                 |       |
| 8e | Damiano Cunego      | Italie | Nippo-Vini Fantini  |       |
| 9e | Antonino Parrinello | Italie | D'Amico Bottecchia  |       |
| 10e | Francesco Gavazzi   | Italie | Southeast           |       |